# 哈薩克斯坦的波蘭人
哈薩克斯坦的波蘭人，是前蘇聯波蘭人的一部分。超過半數哈薩克斯坦的波蘭人住在卡拉干達州，另有2500人住在阿斯塔納，1200人住在阿拉木圖，其餘分散在整個國家的農村地區。

## 早期歷史
第一個來到哈薩克斯坦的波蘭人是13世紀的波蘭的本尼迪克特，他是教皇英諾森四世使團成員，他們穿越欽察草原覲見蒙古帝國的貴由汗。
波蘭人大規模來到哈薩克斯坦是在19世紀哈薩克汗國被俄國廢止後，波蘭人當時多次發起反俄起義，失敗後被發配西伯利亞。在1897年俄羅斯帝國人口普查時，中亞有11579個波蘭人，90%是男性。另一批到中亞的波蘭人是因斯大林的人口轉移政策，至少有250000波蘭人於1930年從烏克蘭蘇維埃社會主義共和國的波蘭自治區驅逐到哈薩克蘇維埃社會主義共和國，其中100000人活不過第一年冬天。
蘇聯入侵波蘭後，另有150000波蘭人從波蘭東領土被驅逐哈薩克斯坦；其中80％是婦女和兒童，而他們男性則被徵入軍隊。戰爭結束後，那些1939年9月1日前出生的波蘭人被允許返回波蘭。1970年蘇聯人口普查發現在哈薩克蘇維埃社會主義共和國有61400個波蘭人（0.5％的人口），而1979年普查時發現61100（0.4％）和1989年的人口普查59,400（0.4％）。然而，波蘭學者認為這些數字被低估了，因為波蘭人不願意在官方文檔中登記他們的真實種族，很多情況下被登記為烏克蘭人和俄羅斯人。

## 後蘇聯時期
當波兰统一工人党統治結束後，新的波蘭政府對促進波蘭僑民成員的回國有極大的政治熱情。然而截至1996年為止，對從蘇聯回流的波蘭人沒正式的制度。來自哈薩克斯坦的大約1500波蘭人在此期間來到波蘭，經常以旅遊簽證到來。他們通常被授予居留證，但只有少數設法獲得波蘭國籍。然而在1996年和在1998年的法律改革使出入境手續正規化，允許海外波蘭人可以得到邀請下在該國定居，前提是有波蘭血統的證明。

## 宗教
雖然俄羅斯帝國是以東正教為主，但波蘭人仍保持天主教信仰。第一座波蘭天主教堂是在1844年在奧倫堡由波蘭流亡者成立。另一座於1862年在鄂木斯克成立，到1917年，在彼得羅巴甫洛夫斯克，教會已發展到3000名信眾。在多年的流亡和被蘇聯-俄羅斯社會同化，天主教宗教是許多波蘭人與祖先文化的唯一紐帶。

## 族際關係
在哈薩克斯坦，波蘭人和其他歐洲族群成員之間的族際通婚比較普遍，但和穆斯林族群的婚姻則很罕見。1993年進行的一項人類學研究發現，波蘭人一般認為哈薩克族懶惰但友好，一般說，族群間的關係還不錯。